# Rhynchopyga garleppi
Rhynchopyga garleppi är en fjärilsart som beskrevs av M.Gaede 1926. Rhynchopyga garleppi ingår i släktet Rhynchopyga och familjen björnspinnare. Inga underarter finns listade.